# 林阿罕
林阿罕（约1932年—2011年11月13日），臺灣宜蘭縣羅東鎮人，人稱「中都阿嬤」、「街友阿嬤」，多年來在高雄市三民區中都的高雄行德宮發送食物給遊民。

## 生平
林阿罕家鄉為宜蘭羅東。她一出生就被作養女，隨後被養父母送給林家做童養媳，二十歲時和丈夫結婚後生五子。丈夫罹患肺病不堪勞動，全家重擔都在她一個人身上，八年後丈夫亡故，她到市區的工廠工作，但工作不到兩個月，羅東的家宅被颱風吹倒、孩子送養、自己也因工廠倒閉失業。
林阿罕至高雄找工作，但都找不到，一度服安眠藥自殺。後來，她以50元頂下一攤小的檳榔攤。白天她在中都販賣檳榔；晚間在夜市賣舶來品。租屋處是高雄市力行路的違章小木屋裡，當時地區還未開發，生活環境品質困苦，中都市場附近常有遊民留連。1977年，她罹患第三期子宮癌，接連又罹患心臟病、青光眼、白內障等各種病痛，因而發願只要病好，願意省吃儉用救助他人。她相信觀世音菩薩指示她只要多做善事，就可度一切苦厄。
1978年起，林阿罕開始煮鹹粥打包供遊民取用。一開始，她在下午5點左右，將煮好的鹹粥以塑膠袋打包，置於街頭的變電箱上，數量從三、四包慢慢增加到十多包，幾乎都被遊民拿取。1994年她在中都創立高雄行德宮作為發放遊民食物的據點。她生活簡樸，睡在撿來的木板床，省下來的錢都用行善。因擔心食物淋雨，又見取用遊民人數有增加之勢，她改變大量煮食，以保麗龍便當盒供應便當，為增加食物供給，便到市場撿取菜販不要的菜葉，市場內許多攤商主動贈送賣相不佳或賣剩的青菜及食材。豬肉商薛萬田、喬麥屋麵包店老闆等善心人士送來魚、肉等，也有人來幫忙清洗。如志工蔡阿珠，經過行德宮時還以為是家自助餐店，後來探聽是作善事，便來擔任志工。
相較被讚是「十元阿嬤」的莊朱玉女，林阿罕被稱為「中都阿嬤」與「街友阿嬤」。

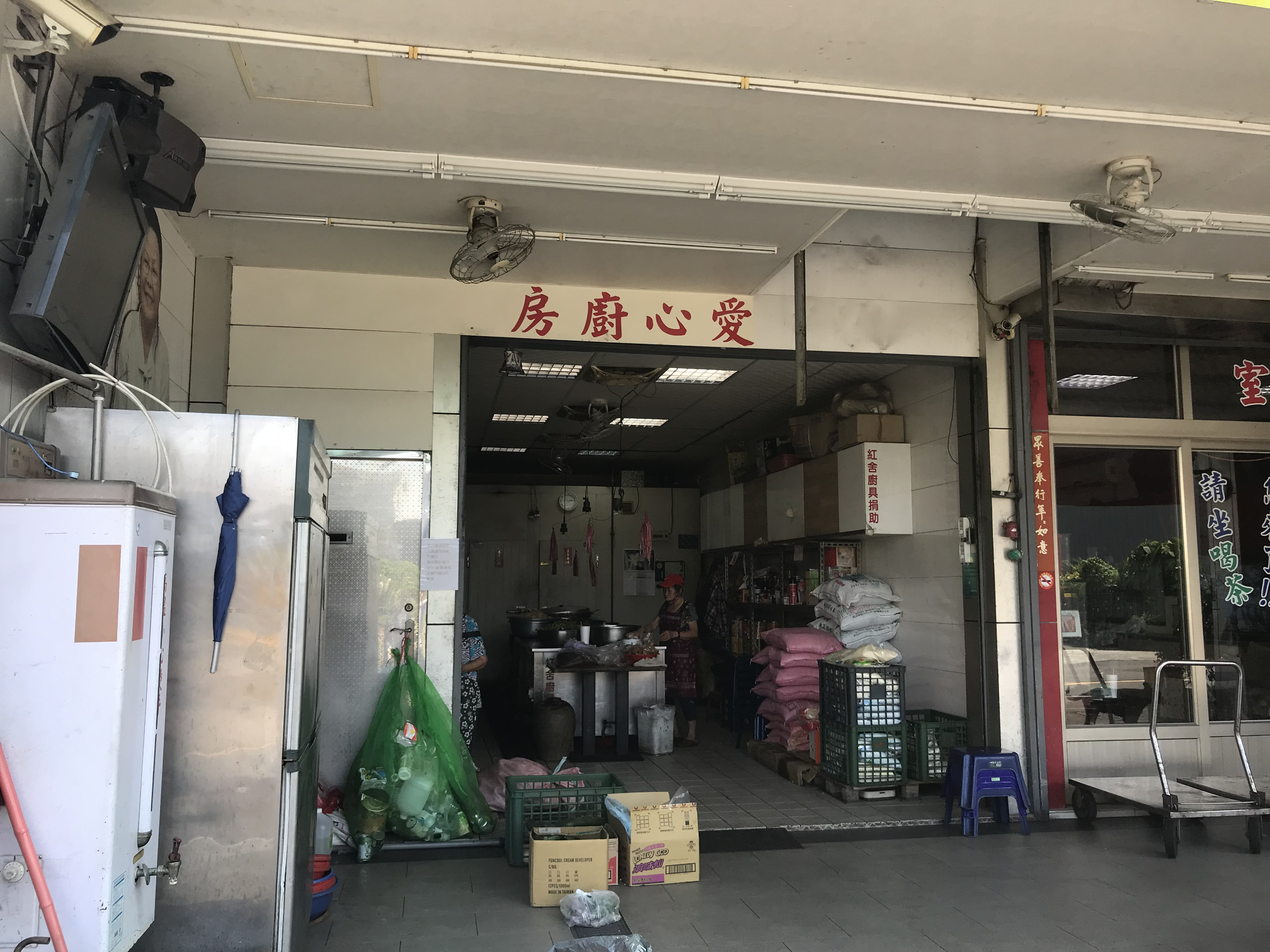
高雄行德宮愛心廚房

除了便當外，林阿罕開始增加麵包做為次日的早餐，因為供應量太大，便將檳榔攤收起來，專門做免費便當。不過，她也曾感慨，少數遊民會將飯盒隨地丟棄、甚至在附近的公園巷內大小便、更有人偷走附近住家放在屋外的物品變賣，因而制定管理法則。她會自己親自下廚，一早也按時到果菜市場採買挑貨，年歲漸長後才將掌廚工作交給黃秀花、蔡阿珠。
2003年臺灣爆發SARS事件，全島上下恐慌，遊民被民眾視為是病毒的傳染源，政府礙於維護人權，無法控管。此時，高雄市政府透過林阿罕，利用發放愛心便當的管道，順勢發放抗煞口罩及耳溫槍給遊民們，並請求她若發現有疑似病例應立即通報。
2011年11月8日，林阿罕因受到地主以存證信函通知要求歸還行德宮廟地，當晚中風病倒，同月13日晚過世，享壽八十歲。兒子林朝安表示，他和兩個弟弟接手發送街友便當，並成立高雄市街友關懷協會，每個月約需卅萬元支出，一定會繼續發便當下去。